# Блаунт (окръг, Алабама)
Окръг Блаунт (на английски: Blount County) е окръг в щата Алабама, Съединени американски щати. Площта му е 1686 km², а населението – 57 704 души (2016). Административен център е град Онеонта.